# مضروعة متطاولة
المَضْرُوعَة المُتَطّاولَة (الاسم العلمي: Himanthalia elongata) هي نوع من الطحالب البنية. توجد في شمال المحيط الأطلسي.
وفقًا للسجل العالمي للأنواع البحرية، فإن المضروعة المتطاولة هو العضو الوحيد من جنسه، مضروعة، والعضو الوحيد في فصيلته، المضروعيات.